# جون لويس لاي
جون لويس لاي (بالإنجليزية: John Louis Lay)‏ هو ضابط أمريكي، ولد في 14 يناير 1833 في بوفالو في الولايات المتحدة، وتوفي في 17 أبريل 1899 في نيويورك في الولايات المتحدة.